# ميخائيل بيتراشيفسكي
ميخائيل فاسيليفيتش بوتاشيفيتش بيتراشيفسكي (بالروسية: Михаил Васильевич Буташевич-Петрашевский) كان شخصية عامة روسية يدعم الاشتراكية الخيالية اليوتيوبية وُلِدَ في سانت بطرسبرغ عام 1821 وتوفّي في مينوسينسك عام 1866. عُرِف بكونِه مؤسّس رابطة بيتراشيفسكي التي كانت تضمّ مجموعة من الأدباء والمفكرين في أربعينيات القرن التاسع عشر.

## حياته
تخرّج ميخائيل من فناء تسارسكوي سيلو عام 1839 ثم تخرّج من جامعة سانت بطرسبرغ الحكومية في درجة القانون عام 1841.  ثم عمل كمترجم في وزارة الخارجية.
في أوائل عام 1840، حضر بيتراشيفسكي محاضرات فيكتور بوروشين على الأنظمة الاشتراكية في جامعة سانت بطرسبرغ. وكان معجباً بشدّة بالأفكار اليوتيوبية من شارل فورييه، وكرّس نفسه لنشرها. وفي عام 1844، صارت شقّة بيتراشيفسكي مكاناً لتجمّع المُثقّفين والمفكرين لمناقشة قضاياهم المعاصرة. وبحلول عام 1845 صارت تُنظم بشكل أسبوعي.
بعد أن صارت الرابطة تُشكّل خطراً على الإمبراطورية الروسية، اعتُقِلَ أعضائها عام 1849 بما فيهم ميخائيل. وحُكِم عليهم بالإعدام. وفي صباح يوم 22 ديسمبر تم نقل السجناء من زنزاناتهم دون تفسير ونقلوا إلى ساحة سيمونوفسكي في سانت بطرسبرغ لتنفيذ الإعدام. ولكن في آخر لحظة وقبل تنفيذ الحكم صدر مرسوم قيصري يقضي باستبدال الإعدام بالسجن والأعمال الشاقة، وقد أُرسِل إلى سيبيريا لاستكمال محكوميته.
تُوفّي في 7 ديسمبر 1866 في مينوسينسك.